# 춘천보호관찰소 강릉지소
춘천보호관찰소 강릉지소는 춘천보호관찰소의 보호관찰, 사회봉사·수강명령 집행과 판결전조사·환경조사 및 범죄예방 활동 등의 업무를 분장·수행하기 위하여 설립된 대한민국 법무부 범죄예방정책국 예하 춘천보호관찰소 소속기관으로 강릉지소장(5급)은 보호사무관으로 보한다. 강원특별자치도 강릉시 교동 임영로 219-10에 위치하고 있다.

## 연혁
- 1989년 7월 1일 춘천보호관찰소 강릉지소 개소
- 1998년 11월 25일 청사이전 (구 죽헌동사)
- 2004년 6월 12일 직제시행규칙 개정으로 「관호과(觀護課)」의 명칭을 「관찰과(觀察課)」로 변경
- 2007년 12월 15일 신청사 이전
- 1998년 11월 17일 신청사 업무시작

## 관할 구역
- 강릉시
- 동해시
- 삼척시

## 조직

### 강릉지소장
- 보호관찰팀
- 사회봉사/수강집행팀
- 행정지원팀

## 같이 보기
- 춘천보호관찰소 원주지소
- 춘천보호관찰소 속초지소
- 춘천보호관찰소 영월지소